# Zapadni Momo jezici
Zapadni Momo jezici, jedna od tri skupine wide grassfields jezika kojim govori nekoliko tisuća ljudi u kamerunskoj provinciji Nord-Ouest (North west). Obuhvaća tri jezika, to su ambele (2,600; 2000 SIL), atong (4,200; 2000 SIL).) i busam (1,490; 2000).
Zapadni momo jezici zajedno sa skupinama menchum (1 jezik) i narrow grassfields (63) čine širu skupinu Wide Grassfields.

## Vanjske poveznice
- Ethnologue (14th)
- Ethnologue (15th)